# تاماشئو
تاماشئو (به لاتین: Tămășeu) یک سکونتگاه مسکونی در رومانی است که در شهرستان بیهور واقع شده‌است.